# Gradacija (figura)
Stupnjevanje ili gradacija (lat. gradatio = vrhunac (u retorici)) figura je koja nastaje izborom riječi i misli kojima se postupno pojačava ili slabi početna predodžba. Postupno pojačavanje ili slabljenje neke slike.  Najveći je stupanj klimaks (grč. klímaks = ljestve), a najmanji antiklimaks.

## Primjeri gradacije
- Miroslav Krleža, „Jesenja samoća”

Sve više sam, sve luđe sam,

sve tuđe i sve tužnije,

sve tamnije, sve sramnije,

sve biva ružnije.

Sve hladnije, sve gladnije,

sve ledenije,

samoća prazna, jesenja,

a biva sve jesenije.